# دراجات الإسعاف النارية

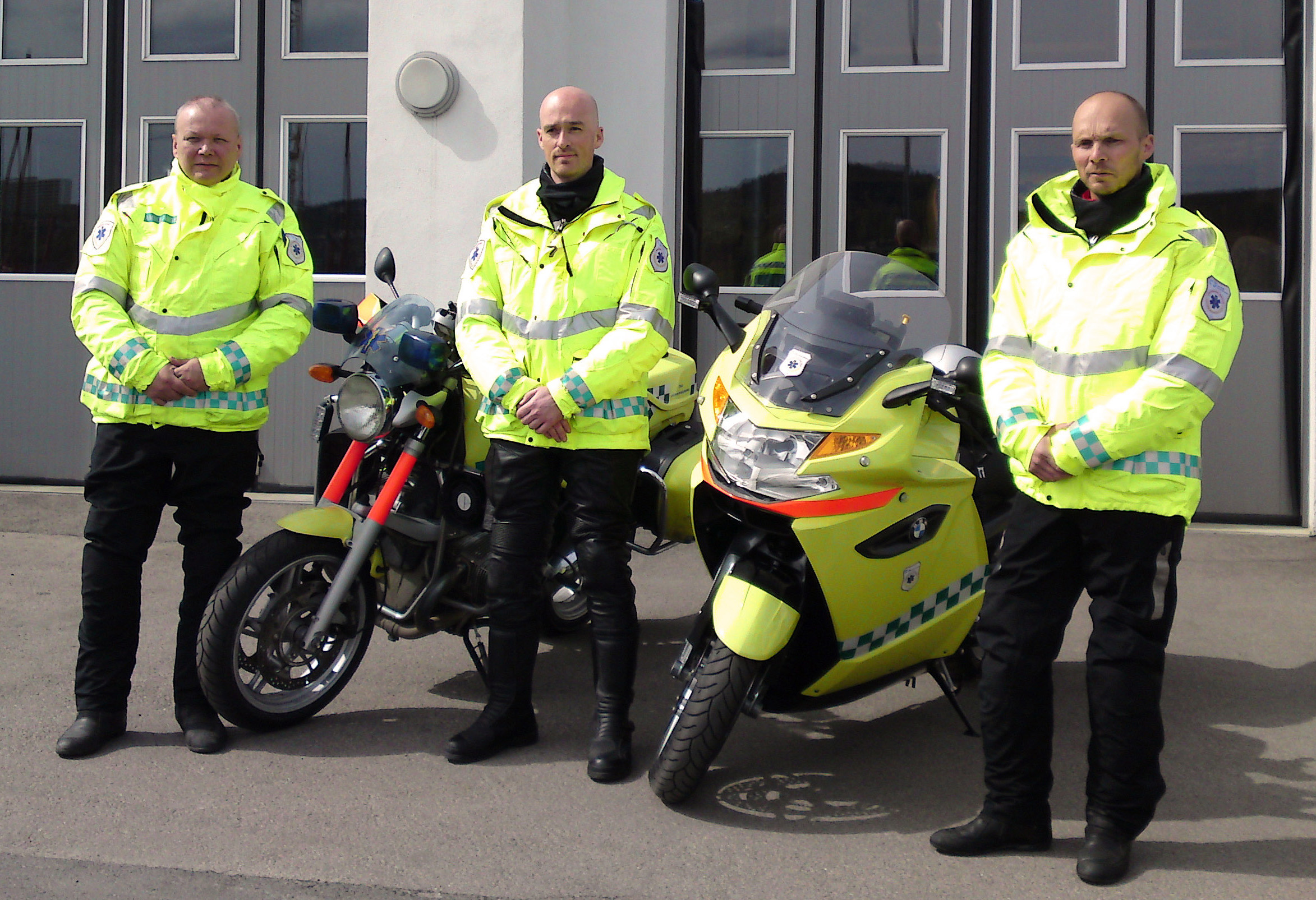
مسعفون مع نوعين من دراجات الإسعاف النارية في النرويج.

دراجات الإسعاف النارية هي نوع من سيارات الطوارئ التي تحمل إما مسعفًا منفردًا أو مستجيبًا أولًا للمريض؛ أو يتم استخدامه مع مقطورة أو جانبي لنقل المرضى. نظرًا لحجمها وأدائها، تستطيع سيارة إسعاف للدراجات النارية الاستجابة لحالات الطوارئ الطبية بشكل أسرع بكثير من سيارة أو سيارة أو سيارة إطفاء حريقًا شديد الازدحام. والتي يمكن أن تزيد من معدلات البقاء على قيد الحياة للمرضى الذين يعانون السكتة القلبية.

## التاريخ
استخدمت سيارات الإسعاف البخارية خلال الحرب العالمية الأولى من قبل البريطانيين والفرنسيين والأمريكيين. في ذلك الوقت، تم الإشارة إلى مزايا الوزن الخفيف والسرعة والتنقل على المركبات الكبيرة كدافع لاستخدام منصات الحفر الجانبية في هذا الدور. وكان الإصدار الولايات المتحدة اثنين من النقالات مرتبة واحدة على رأس الآخر. استخدمت سيارة الإسعاف الفرنسية سيارة جانبية تحمل مريضًا واحدًا، يمكنه إما الاستلقاء أو الجلوس.
استخدمت جمعية الصليب الأحمر البريطاني دراجة نارية 8 حصانا (6 كيلووات) NUT مع جانب جانبي ذي طابقين مثل النسخة الأمريكية. خلال الاختبار، احتاجت فقط إلى منطقة دوران بطول 9 أقدام (2.7 متر)، مقابل 35 قدمًا (11 مترًا) لسيارة إسعاف تعمل بمحرك، وكان استهلاكها للوقود أقل من 55 إلى 65 ميلا في الغالون في الولايات المتحدة (4.3-3.6 لتر / 100 كم) بالمقارنة مع 12-17 ميلا في الغالون في الولايات المتحدة (20–14 لتر / 100 كم) لسيارات الإسعاف. بسبب الوزن الخفيف، قيل إنه من غير المرجح أن تتعثر ويمكن إخراجها بسهولة أكبر من السيارة الكبيرة.
استخدمت سيارات الإسعاف الجانبية في ريدوندو بيتش، كاليفورنيا في عام 1915، وتمركزت في حمام في منتجع شاطئي للوصول إلى ضحايا الغرق بسرعة. قبل استخدام الدراجة النارية، كان على حراس الحياة الركض أو التجديف على بعد عدة أميال على طول الشاطئ للرد على المكالمات. كان مستشفى ومعهد نايتسبريدج للحيوانات، لندن، يستخدم سيارة إسعاف جانبية لنقل الكلاب في عام 1912، وكان هذا الوضع لا يزال قيد الاستخدام في عام 1937 من قبل جمعية ماريلاند الإنسانية.